# 센나리올로
센나리올로(Sennariolo)는 이탈리아 사르데냐 오리스타노도에 위치한 코무네 (지방 자치체)로, 칼리아리에서 북서쪽으로 약 120 킬로미터 (75 mi), 오리스타노에서 북쪽으로 약 35 킬로미터 (22 mi) 떨어져 있다. 2004년 12월 31일 기준으로 인구는 185명이며 면적은 15.7 제곱킬로미터 (6.1 mi2)이다.
센나리올로는 다음 지방 자치체들과 경계를 접한다: 쿨리에리, 플루시오, 스카노디몬티페로, 트레스누라게스.